# Theramenes (Gattung)

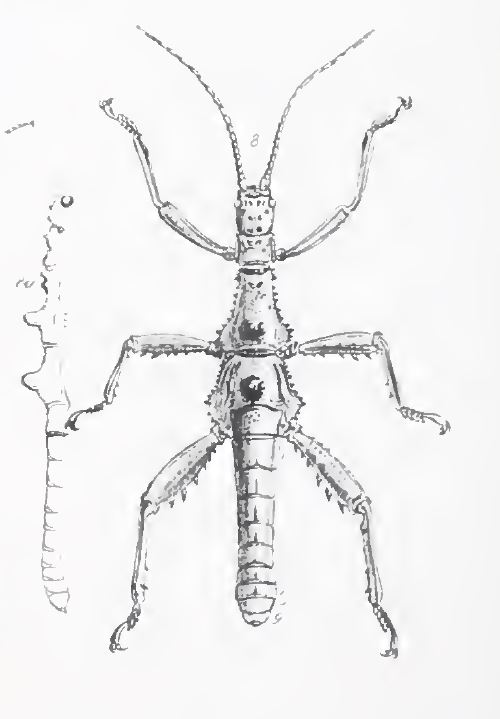
Theramenes olivaceus, Männchen aus Westwood 1859

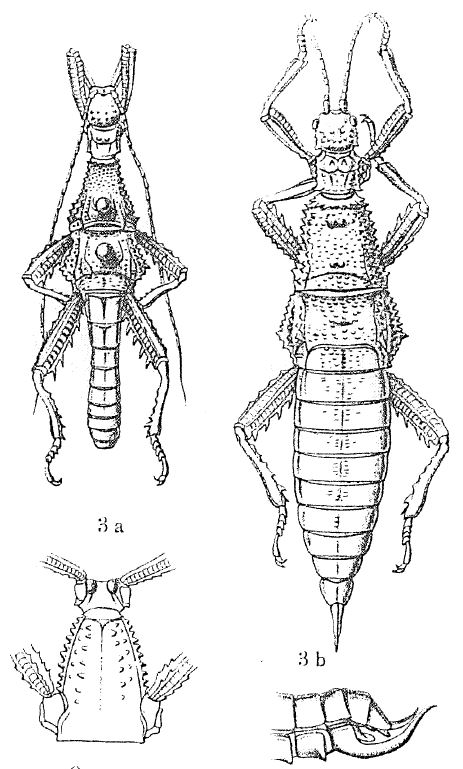
Theramenes dromedarius, Pärchen aus Redtenbacher, 1906

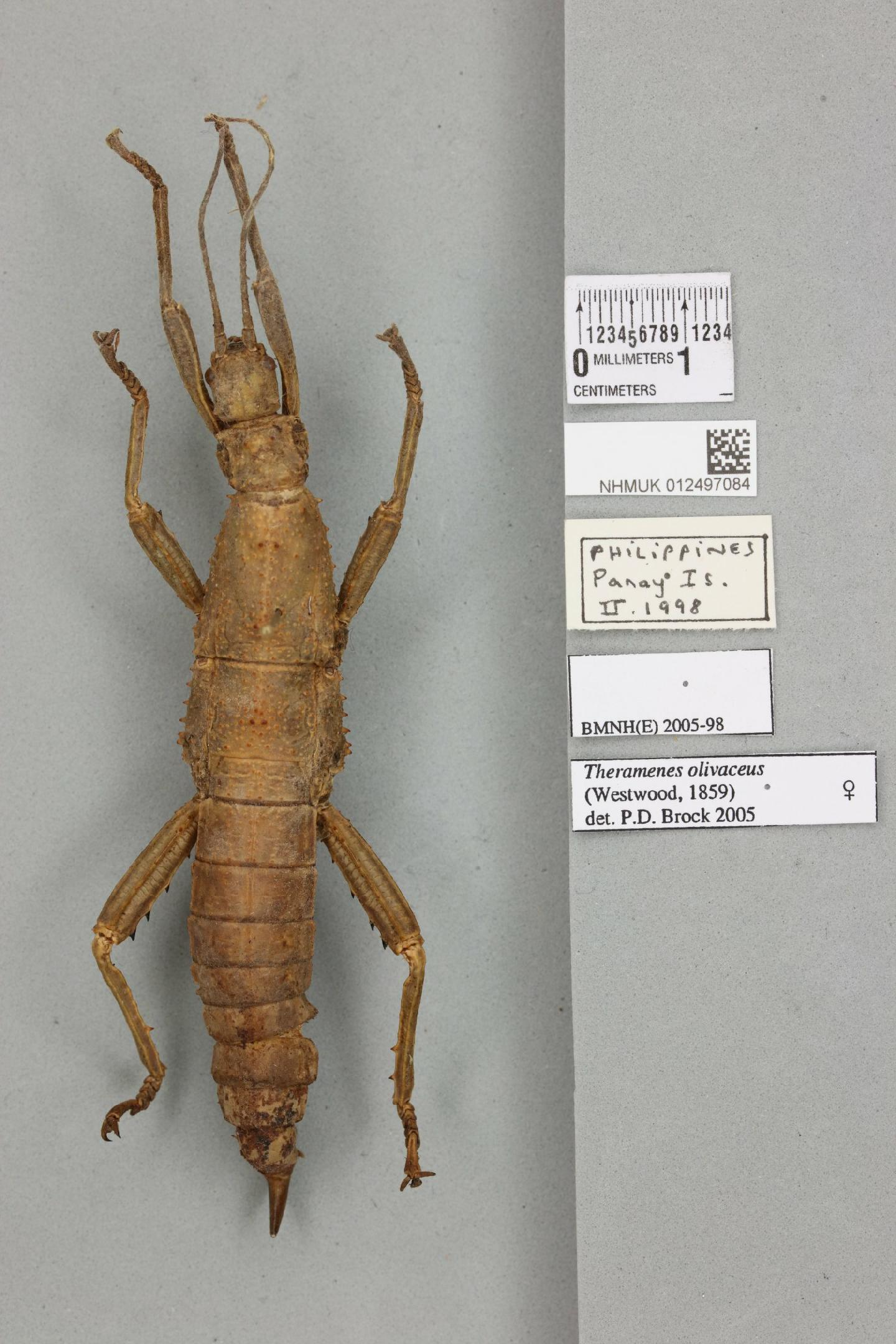
Theramenes exiguus, Weibchen aus dem Natural History Museum London

Theramenes ist eine Gattung mittelgroßer Gespenstschrecken, die auf den Philippinen und auf der indonesischen Inselgruppe Talaud heimisch ist.

## Merkmale
Die Männchen erreichen je nach Art Längen zwischen 31 und 58 mm. Charakteristisch und damit autapomorph sind ihre meist ausgeprägten höckerartigen Erhebungen auf dem hinteren Meso- und Metanotum. Die 60 bis 85 mm langen Weibchen haben einen stark nach oben gekrümmten Ovipositor, der ähnlich lediglich bei den Weibchen der Gattung Eubulides zu finden ist. Wie bei diesen ist das Abdomen völlig frei von Stacheln oder anderen Erhebungen. Auffällig sind die kräftigen, im Querschnitt quadratischen Femuren die an die der Gattung Eurycantha erinnern. Mindestens die Hinterfemuren sind stark bedornt. Neben hell- und dunkelbraunen Arten gibt es mit Theramenes olivaceus auch eine olivgrüne Art, die in ihrer Grundfarbe an die von Mearnsiana bullosa erinnert.
Die Eier sind sehr langgestreckt, seitlich zusammengedrückt und dadurch im Querschnitt oval. Sie sind 6,5 bis 7 mm lang, ca. 2 mm breit und 2,2 bis 2,5 mm hoch. Die Mikropylarplatte zieht sich parallelseitig beinahe über die gesamte Länge des und spaltet sich erst kurz vor dem unteren Pol Y-förmig auf. Im Scheitelpunkt des durch die beiden unteren Arme gebildeten Winkels ist die Mikropyle zu erkennen. Der Deckel (Operculum) ist oval und zieht sich konvex über den oberen Pol.

## Verbreitung
Die Vertreter dieser Gattung sind größtenteils auf verschiedenen philippinischen Inseln beheimatet. So wurde Theramenes dromedarius und Theramenes letiranti auf Mindanao gefunden, Theramenes mandirigma auf Cebu und Theramenes exiguus auf Panay. Bei dem für den Holotypus von Theramenes olivaceus mit Ceylon (heute Sri Lanka) angegebenen Fundort dürfte es sich um einen Verwechslung bei der Beschriftung handeln. Als eigentlicher Fundort wurde schon früh die Inselgruppen Talaud vermutet, von wo alle weiteren Funde der Art stammen.

## Systematik
Carl Stål stellt die Gattung Theramenes eher beiläufig auf, indem er nach der Aufzählung gattungstypischer Merkmale von Eurycantha begründet, warum die 1859 von John Obadiah Westwood unter dem Basionym Eurycantha olivacea beschriebene Art nicht in diese Gattung gehört. Er nennt sie Theramenes olivaceus, was einer Gattungsbeschreibung gleichkommt. Der Gattungsname bezieht sich wie der vieler seinerzeit beschriebener Gattungen auf eine Person aus dem antiken Griechenland, in diesem Fall auf den Politiker Theramenes. Typusart durch Monotypie ist Theramenes olivaceus. Bereits 1877 beschreibt Stål mit Theramenes dromedarius eine zweite Art in dieser Gattung. Beide Arten wurden jeweils an einem Männchen beschrieben. Erst Joseph Redtenbacher beschrieb 1906 das Weibchen von Theramenes dromedarius und bildet beide Geschlechter ab. Heinrich Hugo Karny stellte 1923 die Unterfamilie Therameninae auf und synonymisierte die Obrimini beziehungsweise die Obrimidae mit dieser. In der Einleitung seiner Arbeit begründete er die Umbenennungen damit, dass Karl Brunner-von Wattenwyl und  Redtenbacher bei der Benennung der von ihnen errichteten Unterfamilien – und als solche betrachtet er auch die von beiden beschriebenen Tribus – nicht immer die zuerst beschrieben Gattungen berücksichtigt hatten. Im Fall der Obriminae stimmt dies nicht, da sowohl die Gattung Obrimus als auch Theramenes zeitgleich 1875 von Stål errichtet worden ist. Der Name Therameninae wurde 1929 von Klaus Günther wieder eingezogen und ist somit ein Synonym zu Obriminae. Theramenes dromedarius wurde 1935 von Günther mit Theramenes olivaceus synonymisiert und bereits 1939 von James Abram Garfield Rehn und John W. H. Rehn revalidisiert, so dass die Gattung von 1935 bis 1939 wieder als monotypisch angesehen wurde. Oliver Zompro und Orlando L. Eusebio synonymisierten in ihrer Beschreibung von Theramenes mandirigma 2001 Theramenes dromedarius ein zweites Mal mit Theramenes olivaceus. Erst 2016 wurde von Frank Hennemann et al. durch den Vergleich der männlichen Holotypen beider Arten deren Validität bestätigt. Im Jahr 2003 wurde Theramenes exiguus und 2023 mit Theramenes letiranti die kleinste Art der Gattung beschrieben.
Gültige Arten sind:
- Theramenes dromedarius Stål, 1877
- Theramenes letiranti Hennemann, 2023
- Theramenes exiguus Hennemann & Conle, 2003
- Theramenes mandirigma Zompro & Eusebio, 2001
- Theramenes olivaceus (Westwood, 1859)

Zompro unterteilt 2004 die von ihm in den Rang einer Unterfamilie erhobenen Obriminae in drei Triben und führt Theramenes hier in der Tribus Eubulidini, in die er neben anderen auch die Gattung Tisamenus stellt. Hennemann et al. synonymisieren diese Tribus 2016 mit den Obrimini in die sie auch Theramenes überführen. In ihrer auf Genanalysen basierenden Arbeit zur Klärung der Phylogenie der Heteropterygidae wurde von Sarah Bank et al. auch Theramenes exiguus, sowie eine weitere Theramenes-Art untersucht. Bei dieser Untersuchung zeigte sich, dass Tisamenus die Schwestergattung von Theramenes ist.

## Terraristik und Lebensweise
Franz Seidenschwarz fand am 6. August 2015 ein Pärchen von Theramenes mandirigma und damit auch das erste Weibchen dieser Art, von der bis dahin lediglich drei Männchen bekannt waren. Er hielt die gesammelten Tieren in Gefangenschaft und konnte so mit 23 Tagen die Zeit von der Paarung bis zur Eiablage und mit 83 Tagen die Zeit von der Eiablage bis zum Schlupf der Nymphen ermitteln. Außerdem beschrieb er die Weibchen, die Eier und die beim Schlupf 13 mm langen Nymphen und dokumentierte mit den Ebenholzgewächsen Diospyros philippinensis und mindestens zwei weitere Diospyros-Arten sowie dem Amerikanischen Mahagoni (Swietenia macrophylla) einige Nahrungspflanzen. Die Weiterzucht dieser Art ist nicht geglückt und auch die anderen Vertreter der Gattung sind nicht in Zucht.